# Gare de Logroño
La gare de Logroño est une gare ferroviaire espagnole de la ligne de Bilbao-Abando-Indalecio-Prieto à Casetas (es) (700), située sur le territoire de la commune de Logroño, dans la comarque de Logroño, dans La Rioja.
Elle est mise en service en 1863 par la Compañía del Ferrocarril de Tudela a Bilbao. C'est une gare desservie par des trains Alvia, Media Distancia et Regional Exprés de Renfe Operadora.

## Situation ferroviaire
Établie à 388 mètres d'altitude, la gare de Logroño est située au point kilométrique (PK) 76,1 de la ligne de Bilbao-Abando-Indalecio-Prieto à Casetas, entre les gares ouvertes de Haro et d'Agoncillo. Elle est séparée de ces deux gares respectivement par les gares aujourd'hui fermées de Tudela de Navarra et de Recajo.

## Histoire

### L'arrivée du chemin de fer
La première gare de Logroño fut inaugurée le 21 septembre 1863, en présence du général Espartero. Il a été construit par la Compañía del Ferrocarril de Tudela a Bilbao, qui quelques semaines plus tôt avait mis en service le tronçon entre Castejón et Orduña de la ligne devant relier Castejón à Bilbao.  En 1878, la compagnie a été absorbée par Compañía de los Caminos de Hierro del Norte de España (CCHNE), qui conserva la propriété de la gare jusqu'à la nationalisation du chemin de fer en Espagne en 1941 et la création de la RENFE .

### Nouvelle gare

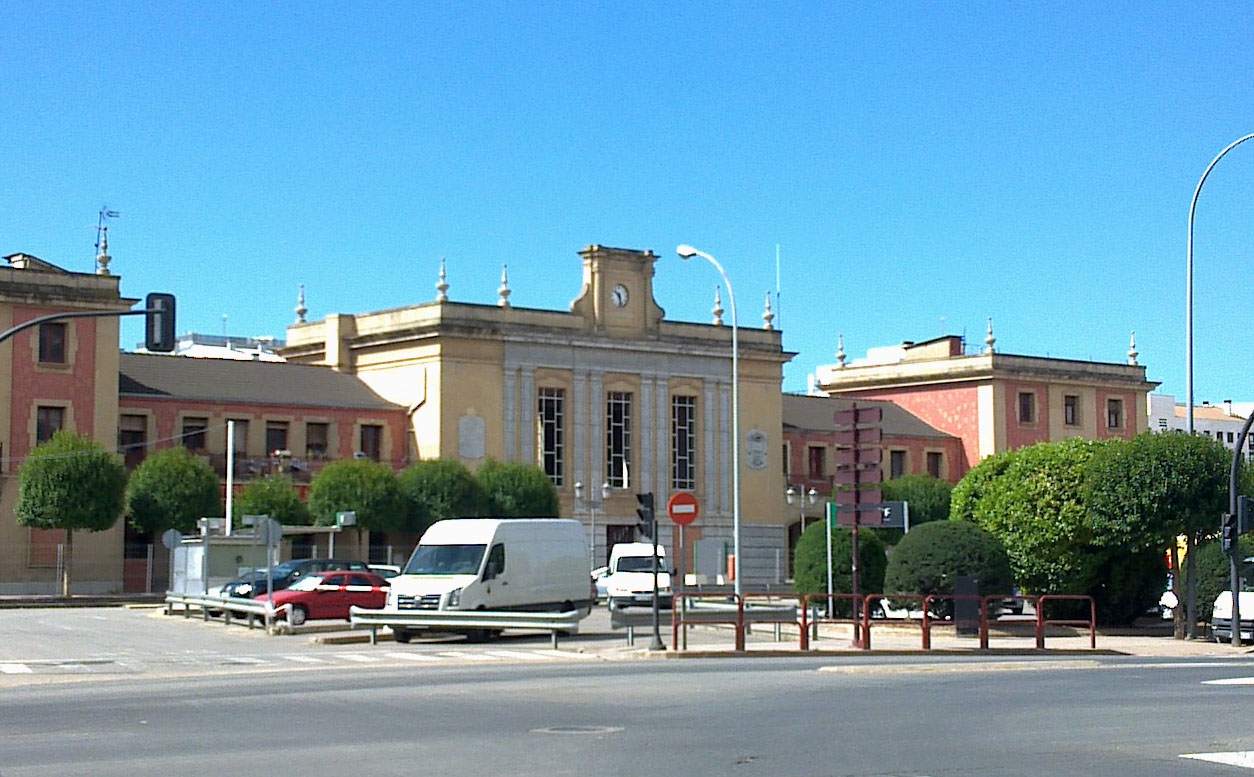
L'ancienne gare RENFE, démolie en 2010.

Le 9 novembre 1958, Jorge Vigón (es), ministre des Travaux publics, inaugure une nouvelle gare construite par RENFE après 10 ans de travaux. Cette gare était un complexe de près de 11 000 m2, composé d’un pavillon central, de deux ailes latérales et de deux tours à chaque extrémité, comprenant notamment des guichets de vente de billets, un buraliste, un bar, une agence bancaire, un bureau de poste et des locaux de police. Le bâtiment incluait également une zone d’habitation destinée aux cheminots. L’ensemble de l’ouvrage a coûté un peu plus de 10 millions de pesetas. Le Correos Bilbao - Saragosse fut le premier à inaugurer les installations. Le bâtiment a été démoli 9 août 2010.

### La gare provisoire
Le 30 avril 2010, une gare provisoire a été inaugurée,  située à proximité de l'ancienne, en attendant la construction d'une nouvelle gare souterraine. Ce bâtiment provisoire était de plain-pied et de forme rectangulaire, divisé en deux zones : une de 324 m2 à usage ferroviaire, et une autre de 399 m2 comprenant une salle d’attente et une cafétéria. Les deux espaces étaient séparés par une cloison en verre.
Il disposait également de points d’information, toilettes, kiosques, locaux de location de véhicules et guichets de vente de billets. À l’extérieur, un parking de 109 places avait été aménagé.
Il a été entièrement démantelé en avril 2012, après la construction de la gare souterraine.

### La nouvelle gare
Le 18 décembre 2011, l’Alvia Bilbao - Barcelone a inauguré la nouvelle gare de Logroño. Cela faisait parti de la première phase des travaux d’intégration ferroviaire menés dans la ville, lesquels incluaient l’enfouissement de près de 1 400 m de la ligne reliant Bilbao à Casetas.
Ce nouvel ensemble a été conçu par les architectes Iñaki Ábalos et Juan Herreros, lauréats du concours international pour l’intégration urbaine du chemin de fer à Logroño, organisé par la Société Logroño Integración del Ferrocarril 2002.
La gare dispose d’un grand hall en surface de plus de 1 500 m2, complété en sous-sol par une zone d'accès aux trains comprenant cinq voies et deux quais centraux. L’ensemble est surmonté d’une vaste toiture extérieure de 8 000 m2 accessible au public.

Le 20 juin 2014, le parc de la gare a été baptisé Parc Roi Felipe VI d’Espagne à l’occasion de sa proclamation.

Extérieur et intérieur de la gare (2011-2019)
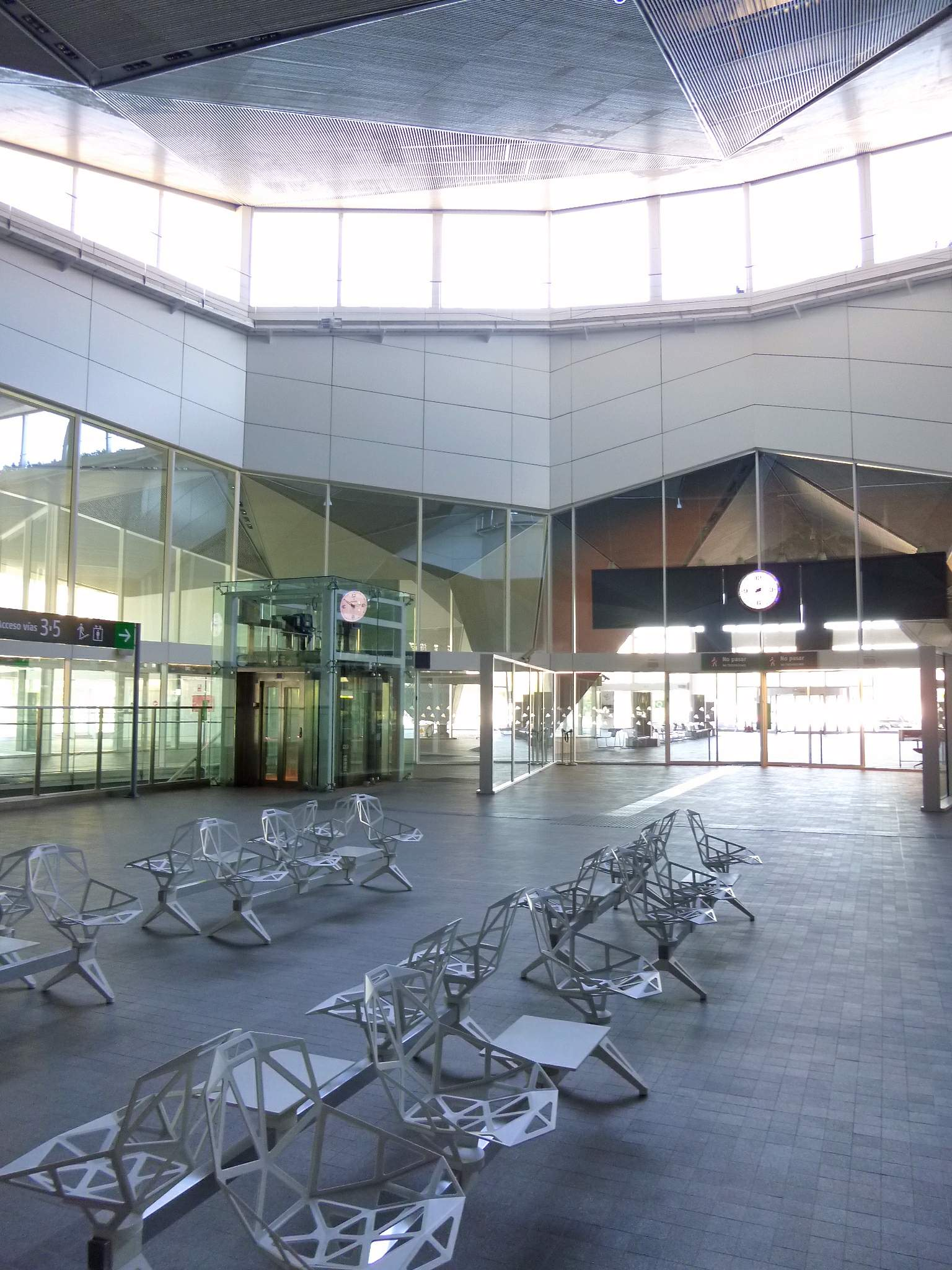
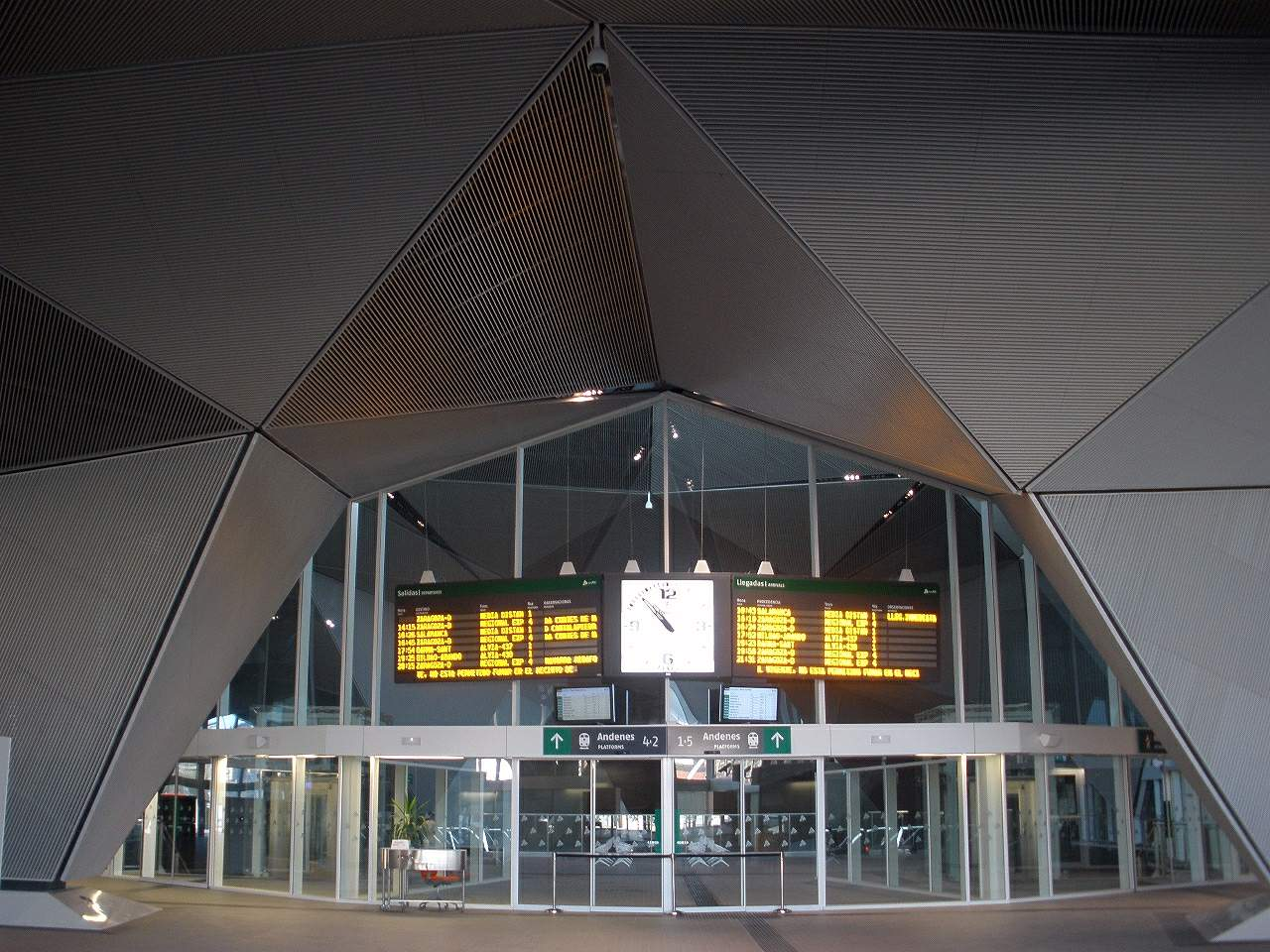
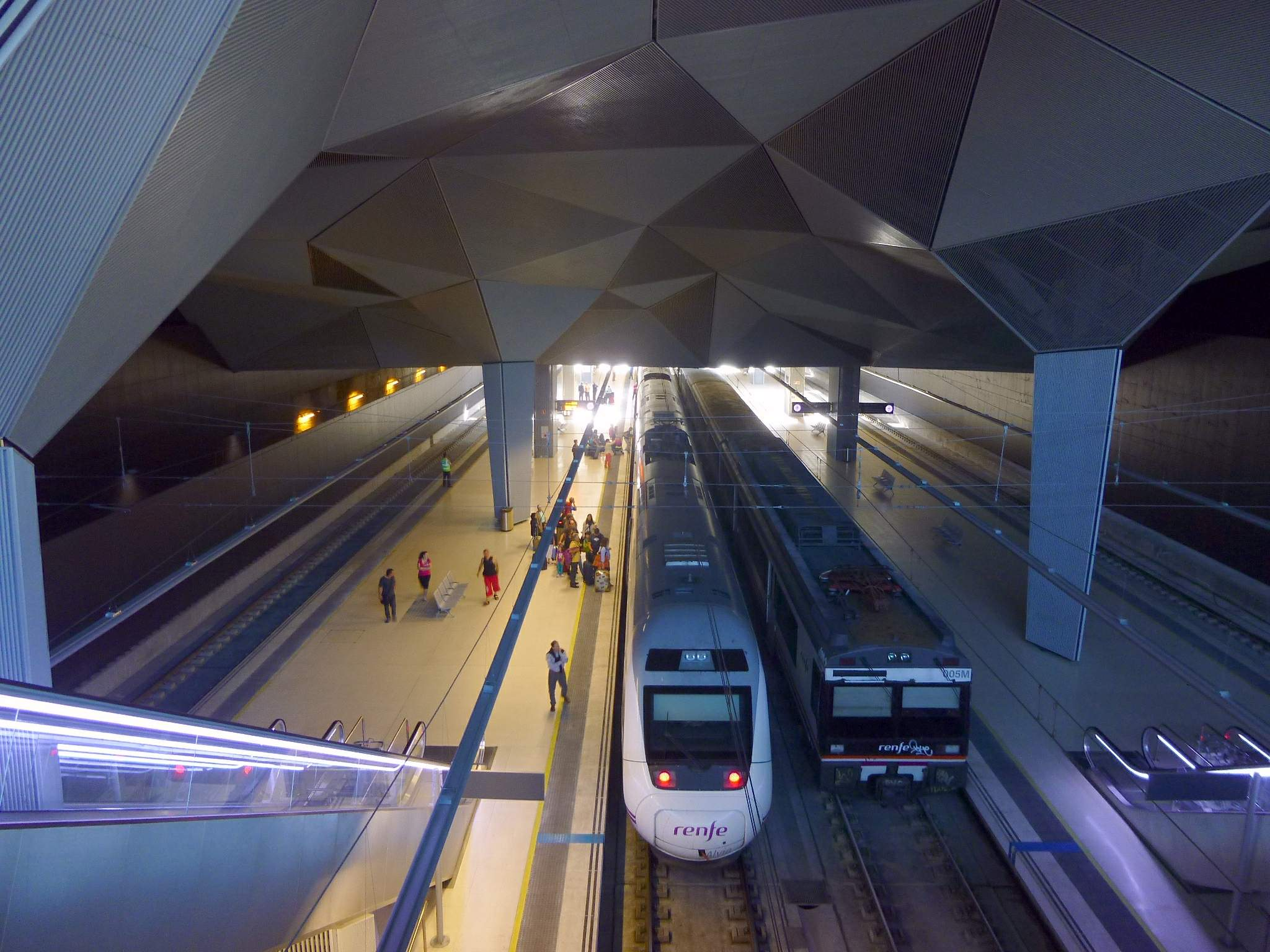
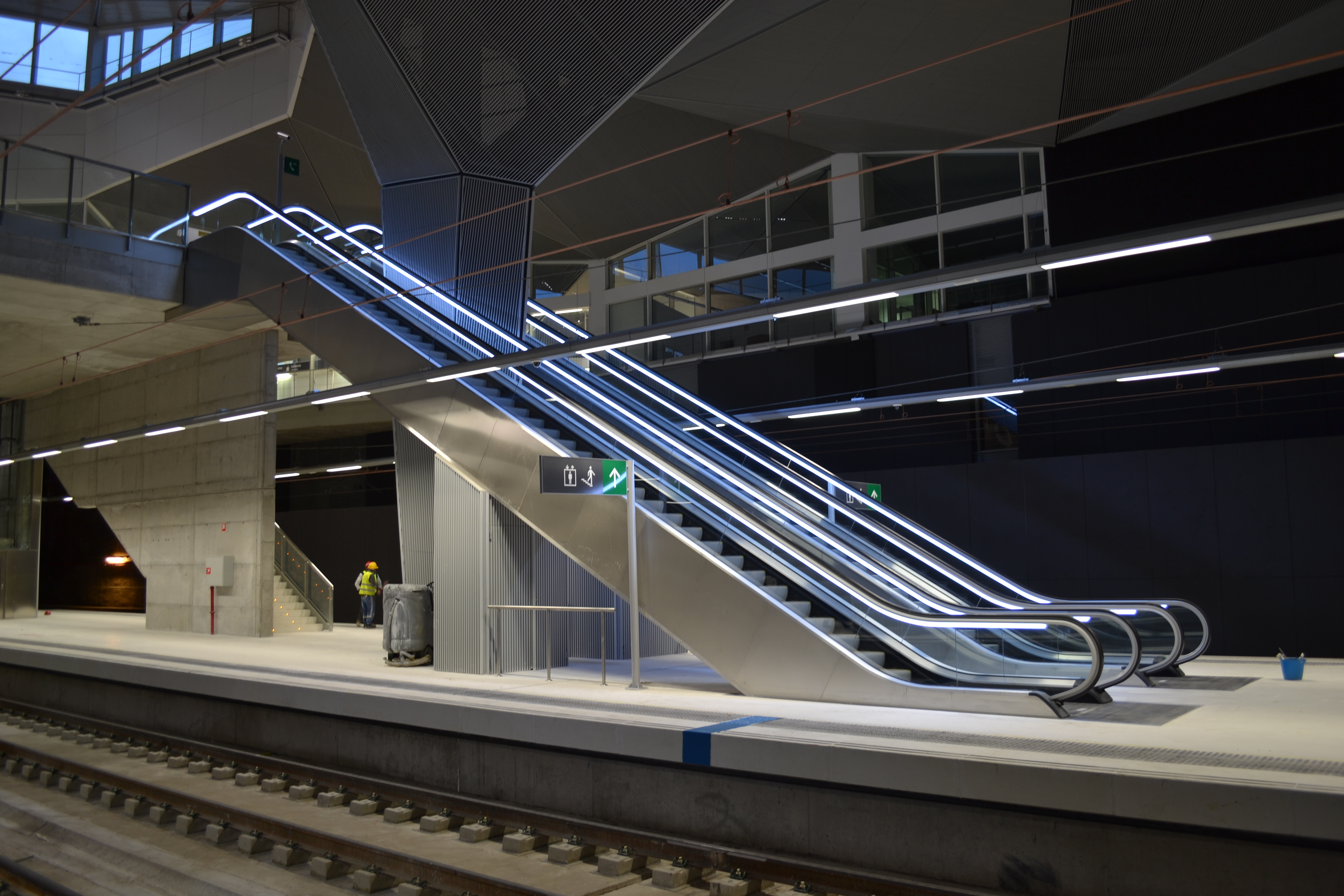
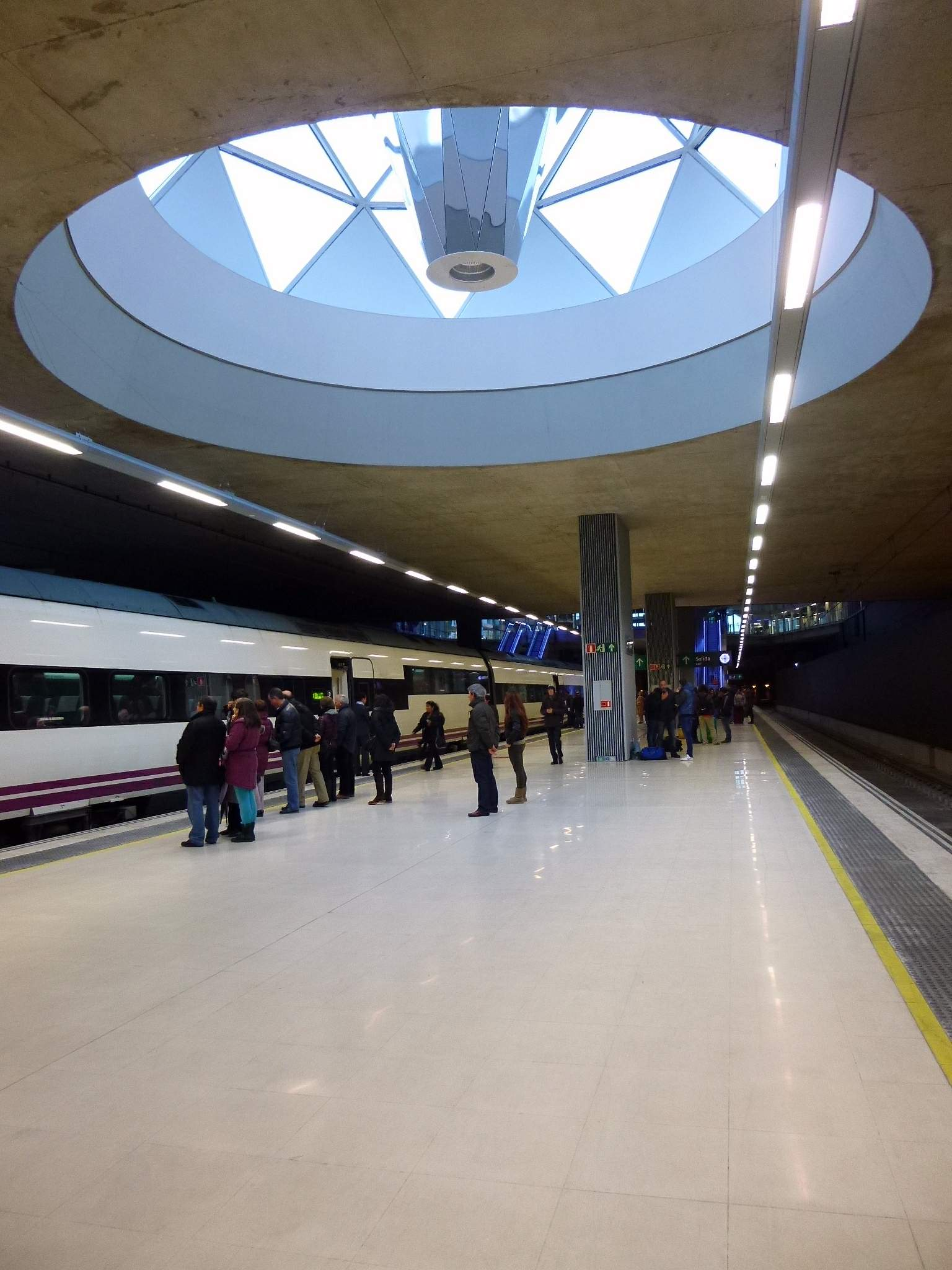

### Le dôme et la nouvelle gare routière
En 2019, le Conseil municipal de Logroño a approuvé provisoirement le PERI Ferrocarril, le projet qui urbanise 225 231 m2 de terrain lié à l'enfouissement de la voie ferrée jusqu'à la zone urbaine.  Rafael Alcoceba, architecte municipal de Logroño, a expliqué que les travaux de la nouvelle gare routière étaient bien avancés, permettant l'installation du dôme qui relierait les deux gares, la gare ferroviaire et la gare routière, avec un nouveau parc prolongeant le pont Roi Felipe VI jusqu'à la rue Belchite. Au total, les deux parcs et la gare représenteront une superficie totale de 62 638 m2,.

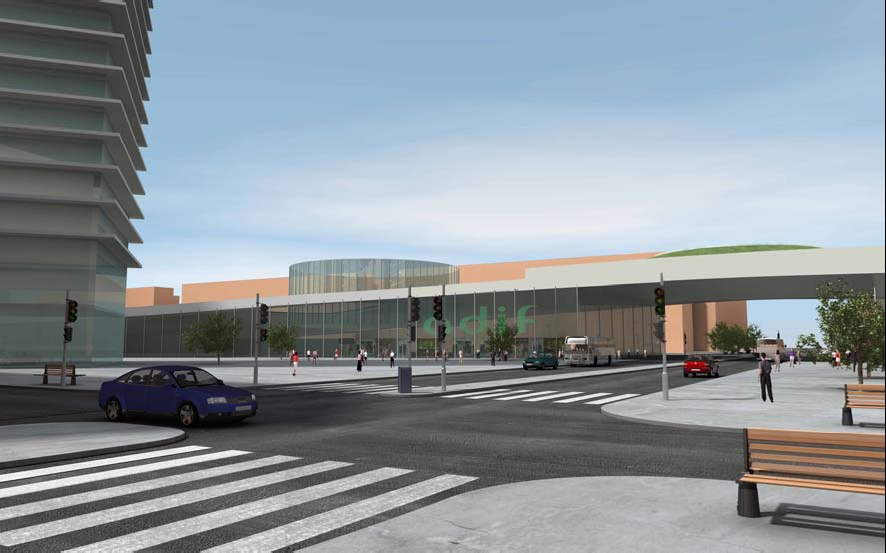
Modèle 3D du projet de gare routière et ferroviaire.
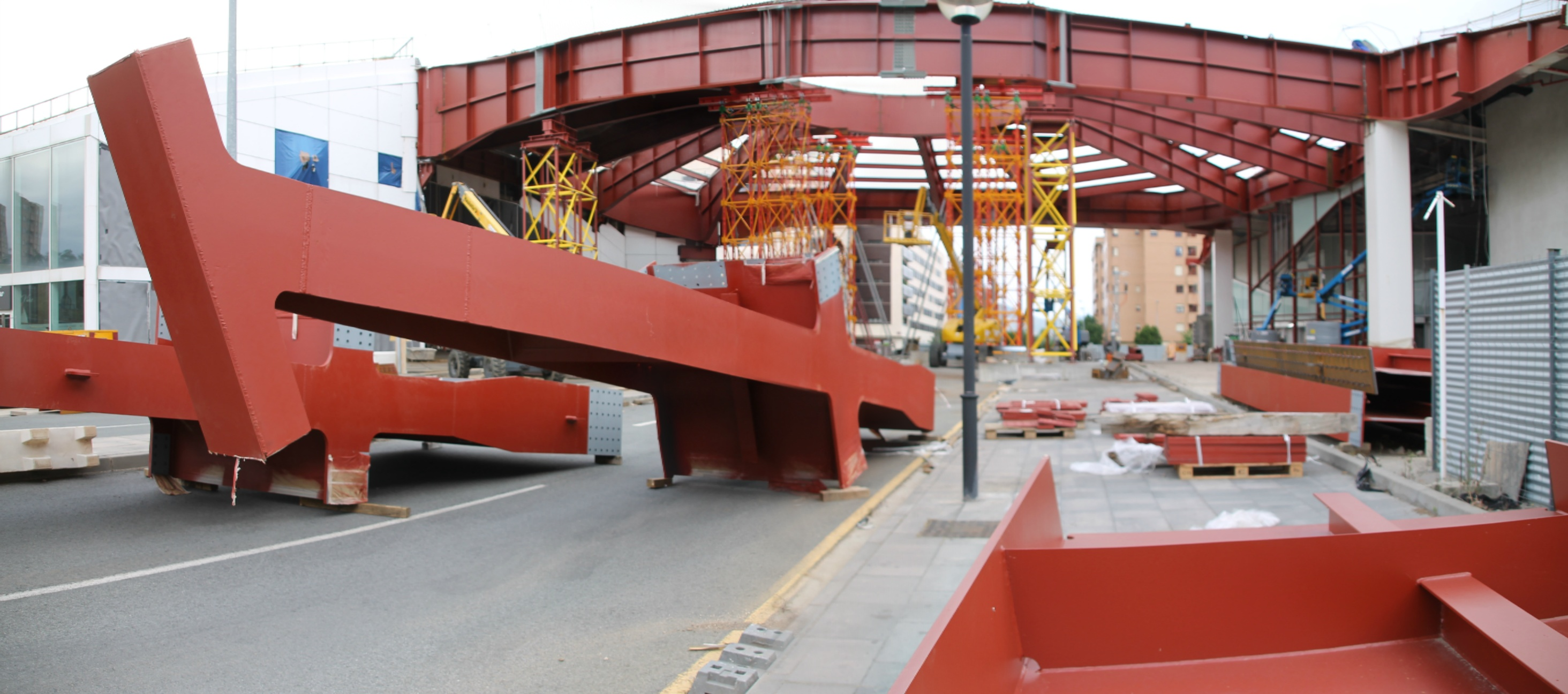
Construction du dôme entre les gares ferroviaire et routière.
Vues du dôme achevé entre les gares ferroviaire et routière.

En 2020, la construction d'un dôme reliant les parcs de la gare et de la future gare routière a débuté,. Les travaux ont été interrompus en raison de l'état d'alerte pendant la pandémie de COVID-19 en Espagne. En septembre de la même année, la construction du dôme fut achevée. Sa superficie au sol est de 3 075 m2, il couvre une portée entre appuis de 55 m et pèse 780 tonnes,.
Les travaux ont été achevés en octobre 2020. La nouvelle gare routière a finalement été inaugurée le 12 septembre 2023. La gare a une superficie totale de 9 412 m2, un hall de 560 m2 et 22 quais. Il dispose également d'un parking, d'une station de taxis et d'espaces pour motos et vélos. 

## Fréquentation
En 2018, la fréquentation annuelle de la gare s'élevait à 308 351 voyageurs.

## Service des voyageurs

### Accueil
La gare dispose d'un bâtiment voyageurs avec guichets, ainsi que d'automates pour l'achat de titres de transport ; d'une salle d'attente. Une cafétéria, et d'autres commerces y sont installés.
L’accès principal se situe sur la façade ouest.

### Desserte

#### Larga Distancia
La gare est desservie par des trains Alvia à destination de Madrid-Atocha et entre Barcelone et Bilbao.

#### Media Distancia
Des services Media Distancia de la ligne 22 circulent entre Saragosse-Miraflores et Logroño et entre Saragosse-Delicias et Miranda de Ebro.

### Intermodalité
La gare routière de Logroño se situe en face de la gare.